# Pennsylvania Dutch (Sprache)
Pennsylvania Dutch, auch Pennsylvania German, Pennsylvaniadeutsch, Pennsilfaanisch, Pennsilfaanisch Deitsch, Pennsilfaani oder Pennsilveni-Deitsch genannt, ist eine hauptsächlich auf vorderpfälzisch/kurpfälzischen Dialekten aufbauende Sprachvariante der deutschen Sprache in Nordamerika. Sie wird von mehreren hunderttausend Angehörigen der Pennsylvania Dutch bzw. ihren Nachfahren in Sprachinseln heute vor allem in den US-Bundesstaaten Pennsylvania, Ohio und Indiana sowie im kanadischen Ontario gesprochen. Zahlreiche Sprecher (vor allem Amische alter Ordnung und Mennoniten alter Ordnung) gibt es auch in den Bundesstaaten Iowa, Kentucky, Michigan, Missouri, New York und Wisconsin. Einige Sprecher leben auch in Kansas, Oklahoma, Minnesota, Montana und einigen weiteren Bundesstaaten.
Das Pennsylvania-hochdeutsch stellt demgegenüber ein altertümliches Hochdeutsch auf der Grundlage des 18./19. Jahrhunderts dar, erweitert um Elemente und Strukturen des Pennsylvaniadeutschen und des amerikanischen Englisch. Diese Variante wird nur noch von rund 5000 Sprechern aktiv genutzt. Die meisten Sprecher kommen aus den Gruppen der Amischen alter Ordnung und der Mennoniten alter Ordnung und sind Funktionsträger in ihren Gemeinden (Bischöfe, Prediger und Diakone).

## Bezeichnung
Es ist nicht ganz geklärt, warum die Pennsylvania Dutch mit dem englischen Wort Dutch bezeichnet werden, was heutzutage normalerweise niederländisch bedeutet. Eine Erklärung führt diesen Umstand auf die ursprüngliche Bedeutung des Wortes zurück, das sich im Mittelenglischen („duche“) noch auf alle hochdeutschen, niederdeutschen und niederländischen Dialekte bezog, sich ab dem 16. Jahrhundert aber zunehmend auf die Niederlande einengte. Im 17. Jahrhundert kam im Englischen das Wort German für die Deutschen auf, während das Wort Dutch nun im Englischen allein die Bedeutung niederländisch bekam.
Im amerikanischen Englisch blieb Dutch jedoch länger zweideutig als in Europa (etwa im Gegensatzpaar High Dutch deutsch / Low Dutch niederländisch), v. a. aber in der Umgangssprache. Manche Sprachwissenschafter vertreten deshalb die Meinung, dass sich in der Bezeichnung Pennsylvania Dutch die alte Bedeutung fortgesetzt hat.
Andere Forscher nehmen hingegen an, dass es sich um eine Anglisierung der pennsylvaniadeutschen Eigenbezeichnung deitsch (bzw. deutsch) handelt.
Die Bezeichnung Dutch statt German hat sich in der Folge auch in der Eigenbezeichnung eines Großteils der Pennsylvania Dutch erhalten. Historischer Hauptgrund dafür ist die nahezu fehlende deutsche Auswanderung nach Amerika im Zeitraum 1760–1830. Die Deutschen, die im 19. Jahrhundert emigrierten, wurden von den Pennsylvania Dutch als eng verwandt, aber unterschiedlich angesehen: Die neu eingewanderten Deutschamerikaner empfanden die Pennsylvania Dutch als rückständig, da sie kein Nationalbewusstsein hatten und das Hochdeutsch nicht oder kaum beherrschten. Demgegenüber sahen die Pennsylvania Dutch die neuen Deutschamerikaner als elitär und herablassend an. Ein klares Beispiel für diesen Unterschied sind die damals üblichen Bezeichnungen Deitsche für Pennsylvania Dutch und Deitschlenner (wörtlich Deutschländer) für Deutsche, eine heute auch unter Deutschnamibiern und Rumäniendeutschen gängige Bezeichnung für Deutsche aus Deutschland.
Als die Deutschamerikaner sich während des 19. Jahrhunderts in der amerikanischen Gesellschaft assimilierten, verschwand dieser Unterschied wieder, und in der kontemporären pennsylvaniadeutschen Sprache ist Deitsche sowohl die kürzere Eigenbezeichnung als auch das Wort für Deutsche. Weiterer Grund für die Erhaltung von Dutch statt German war die Deutschenfeindlichkeit unter Amerikanern während des Ersten Weltkriegs, wobei eine anti-deutsche Hysterie entstand und deutschsprachige Amerikaner angefeindet wurden und sich zur Assimilation gezwungen sahen. Heute ist es aber für viele Pennsylvania Dutch üblich, sich (neben Pennsylvania Dutch) auch als Deutschamerikaner zu identifizieren; ebenso sind die Begriffe Pennsylvania Dutch und Pennsylvania German völlig untereinander austauschbar.

## Geschichte
Um religiöser Verfolgung zu entgehen, wanderten vor allem im 18. Jahrhundert Mitglieder verschiedener protestantischer Glaubensrichtungen (Mennoniten, Schwarzenauer Brüder, Schwenkfelder, Pietisten und Böhmische Brüder) nach Pennsylvanien aus. Viele stammten aus der historischen Kurpfalz, aber auch aus den angrenzenden Gebieten in Baden, Württemberg, der deutschsprachigen Schweiz und dem Elsass. Der Großteil der Einwanderer kam nach 1710. Im 18. Jahrhundert existierten je nach Bevölkerungszusammensetzung daher noch unterschiedliche Dialekträume, wobei sich auf lokaler Ebene bereits ein Ausgleich zwischen den verschiedenen mittelfränkischen, rheinfränkischen, schwäbischen, bairischen und alemannischen Dialekten vollzog; dabei setzte sich vor allem das Pfälzische durch, in geringem Maße blieben auch Elemente des Alemannischen erhalten. Ab etwa 1800 kann man von einer überregionalen Angleichung der Dialekte auf der Basis des Pfälzischen ausgehen und Pennsylvania Dutch als einheitliche Sprachvariante des Deutschen bezeichnen. 1938 einigte man sich im Rahmen eines Orthographiekongresses auf die deutsche Orthographie, die jedoch recht freizügig ausgelegt wird.

## Heutige Situation

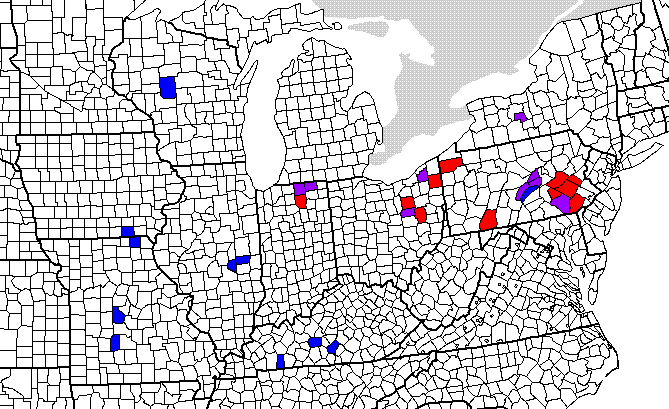
Blau: die Countys mit höchstem Prozentanteil an Pennsilfaanischsprechern
Rot: die Countys mit höchster Anzahl an Pennsilfaanischsprechern

Pennsylvania Dutch erscheint manchen Sprachforschern als eine bedrohte Sprache. Nur eine Minderheit der deutschen Einwanderer des 18. Jahrhunderts hat die Sprache bis heute weitergegeben. Bis zu den beiden Weltkriegen war das Pennsylvania Dutch eine im Südosten Pennsylvanias relativ weit verbreitete Sprache mit etwa 800.000 Sprechern. Erst die antideutschen Maßnahmen und repressiven Gesetze im Gefolge der Weltkriege sowie der soziale Druck auf die Sprecher führten dazu, dass die Sprache in vielen Fällen nicht mehr an die folgende Generation weitergegeben wurde. Lediglich die konservativen Täufergruppen, im Wesentlichen die Amischen und die Mennoniten alter Ordnung, widerstanden diesem Druck. Dazu kommen einzelne Familien außerhalb dieser Gruppen, die am Dialekt festhalten. Bei den religiösen Gruppen, in denen die Sprache bis heute lebendig ist, gibt es keine Anzeichen, dass sie aufgegeben werden könnte.
Heute wird Pennsylvania Dutch vor allem von den Amischen und den Mennoniten alter Ordnung an die nächste Generation weitergegeben. Ursprünglich stellten diese Gruppen weniger als 10 % der Pennsylvania-Dutch-Sprecher. Da die Amischen und Mennoniten sehr kinderreich sind, wächst die Zahl der Sprecher sehr schnell. In diesen Gruppen, die untereinander ausschließlich Pennsylvania Dutch sprechen, führen zahlreiche englische Lehnwörter zu einem Wandel des Wortschatzes.
In Bevölkerungsgruppen, die nicht zu den oben genannten Religionsgemeinschaften gehören, wird die pennsylvaniadeutsche Mundart weitgehend nicht mehr gesprochen. Der Verlust der Sprache bei kleineren Gruppen begann bereits in den 1830er Jahren, als z. B. ein Gesetz über das pennsylvanische Schulwesen (1834) mittelfristig zu einer verstärkten Nutzung des Englischen führte. Dennoch war das Pennsylvaniadeutsche bis zum Ersten Weltkrieg sehr lebendig. Mit dem Krieg setzten jedoch weitreichende Unterdrückungsmaßnahmen gegen alles Deutsche ein, die sich im Zweiten Weltkrieg noch verstärkten. Seit dieser Zeit wurde das Pennsylvaniadeutsche fast nur noch von Amischen und Mennoniten alter Ordnung an die Kinder weitergegeben, so dass Sprecher außerhalb dieser Gruppen heute meist selten und sehr betagt sind.
Heutige Sprecher des Pennsylvaniadeutschen aus der Gruppe der Amischen und Mennoniten sollten in der Lage sein, Hochdeutsch in Form von Bibeltexten zu lesen und zu verstehen, aber nur wenige beherrschen es als Umgangssprache. Der Gottesdienst der Amischen wird in amischem Hochdeutsch gehalten, was letztlich eine Mischung aus Bibelhochdeutsch und Pennsylvaniadeutsch ist.
Genaue Sprecherzählungen liegen nicht vor. Die meisten Angaben bewegen sich zwischen 300.000 und 350.000 Sprechern. Täglich gesprochen und aktiv genutzt wird die Sprache von mindestens 300.000 Menschen in den USA und mehr als 5000 in Kanada. Die meisten Sprecher leben in den Bundesstaaten Pennsylvania (Berks County, Chester County, Crawford County, Lancaster County, Lebanon County, Lehigh County, Mifflin County, Schuylkill County, Snyder County, Somerset County, Union County), Ohio (Holmes County, Trumbull County, Tuscarawas County, Wayne County), Indiana (LaPorte County, St. Joseph County, Starke County) und New York (Yates County) – siehe auch die nebenstehende Karte.
Die Mennoniten alter Ordnung haben mehrere 10.000 Sprecher. Hinzu kommen einige tausend Sprecher anderer mennonitischer Gemeinderichtungen, Beachy Amish (nur teilweise von der älteren Generation sowie den Old Beachy Amischen gesprochen), ebenfalls einige tausend Lutheraner, Unitarier und Katholiken. Der weit überwiegende Teil der Sprecher lebt in den Vereinigten Staaten, die Zahl der Sprecher in Kanada liegt erheblich niedriger. Durch Wanderungsbewegungen der Amischen und Mennoniten alter Ordnung gelangen Sprecherpopulationen mit der Zeit immer weiter westwärts, weil dort Land günstiger zu erwerben ist. Kleine Siedlungen von Mennoniten alter Ordnung existieren seit den 1970er Jahren in Belize, daneben gibt es in aller jüngster Zeit Siedlungsversuche von Amischen neuer Ordnung in Bolivien und Paraguay.
Im Jahre 2003 wurde in Ober-Olm (Rheinhessen) der Deutsch-Pennsylvanische Arbeitskreis gegründet und in ein deutsches Vereinsregister eingetragen. Er fördert den sprachlich-kulturellen Austausch zwischen dem deutschen und dem pennsylvaniadeutschen Sprachraum. Seit März 2006 gibt es auch eine Wikipedia auf Pennsylvaniadeutsch (siehe Abschnitt Weblinks).
Der Country-Sänger John Schmid singt seine Lieder unter anderem auch auf Pennsylvaniadeutsch.

## Charakteristika

### Vergleich mit dem Pfälzischen
Pennsylvania Dutch ähnelt in seiner Grundstruktur sehr stark dem Vorderpfälzischen und Kurpfälzischen zwischen Mannheim, Ludwigshafen, Speyer und Neustadt, aber unterscheidet sich davon in folgenden Punkten:
- Weitgehende Aufgabe des Dativs
- Der unbestimmte Artikel ist immer en, also en Mann, en Fraa, en Kind im Gegensatz zu en Man, e Fraa, e Kind im Vorderpfälzischen.
- Kein Zusammenfallen von sch und dem als Ich-Laut ausgesprochenen ch
- In Wörtern wie kurz, dort erscheint der Vokal als a und nicht als oa, also katz, dat statt koatz, doat.
- Das r wird, wo es nicht am Silbenende wegfällt, entweder wie im amerikanischen Englisch ausgesprochen oder als Zungen-r, jedoch nie als Gaumen-r wie verbreitet im heutigen Deutschen.
- Der Doppellaut au (soweit auf mittelhochdeutsch /ou/ zurückgehend) wird in vielen Unterdialekten als langes a gesprochen, ein Phänomen, das im Herkunftsgebiet mehr für die Westpfalz prägend ist, wogegen es in der Vorderpfalz mit langem offenem òò konkurriert.
- Bewahren alter Wörter, die im Vorderpfälzischen langsam verschwinden, wie seller dieser, jener, ebbes etwas, ass (relativisch das/was) etc.
- Keine aus dem Französischen abgeleiteten Lehnwörter wie alla (von frz. allez). Entgegen einer verbreiteten Meinung liegt dies wohl nicht daran, dass die Pfalz erst nach der großen Auswanderungswelle französisch besetzt wurde.

### Besondere Merkmale
- Lehnwörter aus dem amerikanischen Englisch, die meist wie deutsche Wörter benutzt werden, d. h. Verben und Adjektive werden deutsch flektiert (z. B. englisch to farm erscheint als ich hab gefarmt). Substantive erhalten einen deutschen Artikel und werden in Komposita mit deutschen Substantiven benutzt (z. B.: carpenterarwett von Englisch carpenter für Schreiner und dem Pennsylvania-Dutch-Wort für Arbeit). Der Anteil an Lehnwörtern liegt um die 15 %, wobei in den regionalen Varianten in Pennsylvania weniger Lehnwörter als im Mittleren Westen der USA benutzt werden.[20]
- teilweise Zusammenfall von Nominativ und Akkusativ-Formen, wie auch im Vorderpfälzischen
- Abbau des Dativs, z. B. Akkusativ in geb mich sell Buch gib mir dieses Buch, aber nach wie vor mit’m Buch mit dem Buch.
- häufige Verwendung der tun-Paraphrase, d. h. Verben werden in Kombination mit duh tun als Hilfsverb konjugiert (z. B. ich duh Kieh melke für ich melke Kühe), wie auch verbreitet in deutschen und südniederländischen Dialekten sowie der deutschen Umgangssprache[21][22]
- Verwendung einer Verlaufsform (oder Progressiv) mit am und Verb im Infinitiv, z. B. ich bin am melke, wie auch in anderen deutschen Dialekten[23][24] sowie in der deutschen (vgl. am-Progressiv) und niederländischen Umgangssprache.
- Monophthong e oder ä für ei in den regionalen Varianten des mittleren Westens (Däätsch statt Deitsch)[25][26][27]

### Einfluss des amerikanischen Englisch auf den Wortschatz
- Lehnwörter (siehe oben)
- Lehnübersetzungen oder semantische Entlehnungen (z. B. hod sich besser ausgedreht für englisch has turned out better, was eigentlich ging besser aus bedeutet)
- Lehnbedeutungen, bei denen die Bedeutung eines ähnlichen englischen Wortes die Bedeutung des deutschen Wortes beeinflusst (z. B. ich gleich für ich mag, beeinflusst von englisch to like und dem Adjektiv like; der Zusammenfall der Bedeutungen von wissen und kennen in wissen, wie in englisch to know)

### Einfluss des amerikanischen Englisch auf Aussprache und Grammatik
- Aussprache von r und l wie im amerikanischen Englisch (in den regionalen Varianten in Pennsylvania, jedoch nicht im Mittleren Westen)[28]
- Beschleunigung des Dativ-Abbaus (nicht der Dativ-Abbau an sich, der auch in Dialekten ohne Englisch-Kontakt stattfindet)[29]
- die Futur-Hilfsverben figgere und zelle (statt werden), z. B. ich zell dich klobbe für ich werde dich schlagen[30]
- eventuell die Ausweitung der Verwendung von Progressiv-Konstruktionen (die Form des Progressivs entspricht nicht dem amerikanischen Englisch)[30]

## Textproben

Aufkleber auf Pennsylvania Dutch: Wir sprechen noch die Muttersprache

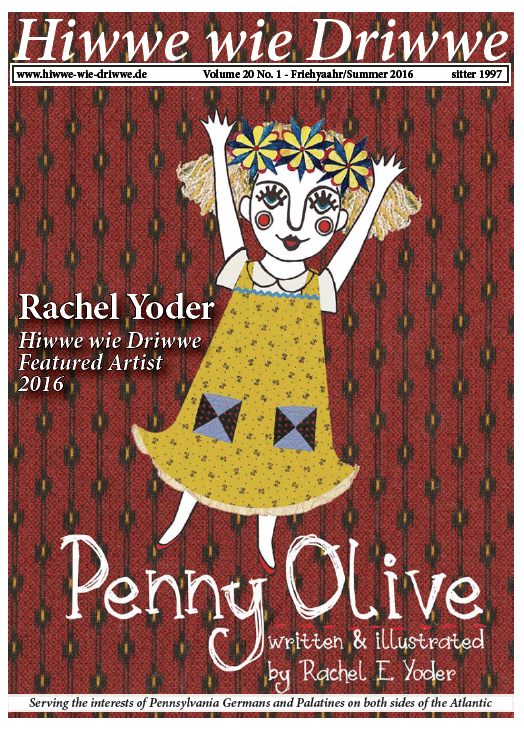
Pennsylvaniadeutsche Zeitung Hiwwe wie Driwwe

Eine einheitliche Rechtschreibung für Pennsylvania Dutch hat sich nie herausgebildet. Anfangs stand die Schreibung der Dialekttexte nach den Regeln der damaligen deutschen Schriftsprache im Vordergrund – mit all den Problemen (Phonem-Graphem-Relation), mit denen auch die moderne Mundartdichtung in Deutschland konfrontiert ist. 2004 gab es 80 bis 100 pennsylvaniadeutsche Mundartautoren.
Einige wenige veröffentlichten Texte in speziellen Dialekt-Kolumnen lokaler englischsprachiger Zeitungen, die Mehrheit publizierte in der von Michael Werner gegründeten pennsylvaniadeutschen Zeitung Hiwwe wie Driwwe. Seit 2011 vergibt die Jury des Pfälzischen Mundartdichterwettstreits in Bockenheim an der Weinstraße als Sonderpreis den Hiwwe wie Driwwe Award für pennsylvaniadeutsche Literatur.
Ein Beispiel für diese deutsche Orthographie ist die folgende Fassung des Vaterunser:
Unser Vadder im Himmel,
Dei Naame loss heilich sei,
Dei Reich loss komme,
Dei Wille loss gedu sei,
uff die Erd wie im Himmel.
Unser deeglich Brot gebb uns heit,
Un vergebb unser Schulde,
wie mir die vergewwe wu uns schuldich sinn.
Un fiehr uns net in die Versuchung,
awwer hald uns vum ewile.
Fer Dei is es Reich, die Graft,
un die Hallichkeit in Ewichkeit.
Amen.
Daneben hat sich, bedingt durch den engen Kontakt zum Englischen, eine teilweise englische Orthographie entwickelt. Vor allem der Zeitungsverleger Edward H. Rauch trug mit seiner zweisprachigen Publikation Pennsylvania Dutchman zur Verbreitung dieser Variante bei. Einen typischen Eindruck vermittelt das Vorwort der Erstausgabe vom Januar 1873:
Der Pennsylvania Dutchman is net yusht intend
for laecherlich un popular lehsa shtuff for olly
de unser Pennsylvanish Deitsh – de mixture fun
Deitsh un Aenglish – fershtehn, awer aw for usefully
un profitlichy instruction for olly de druf ous sin
bekannt tsu waerra mit der shproch, un aw mit em
geisht, character un hondlunga fun unserm fleisicha,
ehrlicha und taahlreicha folk in all de Middle un Westlicha Shtaata.
The Pennsylvania Dutchman is not only designed
to furnish amusing and popular reading matter for all
who understand the peculiar dialect or compound of
German and English known as „Pennsylvania Dutch“, but also profitable
and interesting instruction for all who may desire
to become familiar with this language, and the
customs and peculiarities of the Pennsylvania
Germans, constituting a very numerous, substantial and
worthy class of People of the Middle and Western States.

## Filme
- Das Pennsylvania Dutch, seine Grammatik und Syntax, seine Geschichte, Literatur und Verbreitung sind Thema eines Filmessays mit dem Titel Penn’a Du, den der deutsche Regisseur Georg Brintrup 1981/82 in den Vereinigten Staaten gedreht hat.
- Im Jahr 2017 filmten die pfälzischen Produzenten Benjamin Wagener und Christian Schega in Pennsylvania und der Pfalz die Dokumentation Hiwwe wie Driwwe – Pfälzisch in Amerika. Es handelt sich um eine filmische Umsetzung des publizistischen Ansatzes der Zeitung Hiwwe wie Driwwe. Mitglieder des Redaktionsteams wirken vor der Kamera mit – vor allem Co-Editor Douglas Madenford, welcher der Protagonist der Dokumentation ist. Im Jahr 2019 kam der Film, von dem Ausschnitte am 15. Oktober 2017 auf dem 12. Deutsch-Pennsylvanischen Tag gezeigt wurden, in die Kinos.